# طائفة إشكرب
طائفة إشكرب هي إحدى ممالك الطوائف التي تأسست نحو عام 1055 في الأندلس أثناء فتنة الأندلس على يد ابن ياسين وتفككت في عام 1075.